# Conseil de l'oblast de Volhynie
8e
Le Conseil de l'oblast de Volhynie est une assemblée élue de l'oblast de Volhynie. Elle possède 64 membres. Elle ne possède pas d'initiative législative. La durée de chaque législature est de cinq ans.

## Composition
| Législature | Élection        | Composition | Composition                                                                                     | Président                     |
| ----------- | --------------- | ----------- | ----------------------------------------------------------------------------------------------- | ----------------------------- |
| 7e          | 25 octobre 2015 |             | Composition : - UKROP (17) - BBP (13) - VOB (12) - VOS (7) - APU (5) - SiCh (4)                 | Ihor Palytsia Iryna Vakhovych |
| 8e          | 25 octobre 2020 |             | Composition : - ZM (en) (22) - ES (9) - VOB (9) - SN (8) - VOS (7) - RPOL (6) - OS (5) - NK (4) | Hryhoriy Nedopad              |